# Battaglia di Suursaari
La battaglia di Suursaari è stato un episodio della guerra di continuazione e venne combattuta nelle acque ghiacciate del Golfo di Finlandia attorno alle isole di Gogland (in finlandese Suursaari) e di Bol'šoj Tjuters (in finlandese Suur-Tytärsaari).

## Contesto
Durante la guerra d'inverno del 1939-1940 l'esercito sovietico aveva occupato l'isola di Gogland che venne definitivamente ceduta all'Unione Sovietica ai sensi del trattato di Mosca del 1940.
Tuttavia, nel dicembre 1941 dopo l'inizio dell'Operazione Barbarossa i sovietici abbandonarono le isole di Bol'šoj Tjuters, Gogland e Sommers. La marina finlandese ne approfittò per occuparle ma nel gennaio 1942 le truppe sovietiche costrinsero le forze finlandesi a ritirarsi.

## La presa di Gogland
Alla fine del marzo 1942 l'esercito finlandese, approfittando dell'esiguità delle difese sovietiche, lanciò un attacco aereo contro Gogland costringendo le truppe sovietiche a fuggire sul mare ghiacciato verso la piccola isola di Moščnyj.

## La presa di Bol'šoj Tjuters
Il 30 marzo 1942, dopo aver preso Gogland, il comando finlandese inviò una pattuglia per verificare le condizioni di Bol'šoj Tjuters dove era presente una guarnigione sovietica. Il 1º aprile pertanto le forze finlandesi raggiunsero in forze l'isola costringendo i sovietici a ritirarsi.
L'indomani le forze sovietiche fecero un tentativo di riprendere l'isola ma furono respinte dai finlandesi grazie al supporto dell'esercito tedesco.

## Conseguenze
L'8 aprile 1942 l'esercito sovietico fece un ulteriore tentativo per riconquistare Bol'šoj Tjuters ma venne respinto dall'artiglieria tedesca.
Bol'šoj Tjuters e Gogland vennero utilizzati dalla Germania come avamposti contro la controffensiva sovietica sul fronte di Leningrado. Le isole rimasero sotto il controllo nazista fino al 1944 quando la Wehrmacht dovette evacuare l'Estonia.